# Hoima
Hoima är en stad i västra Uganda, och är huvudort för ett distrikt med samma namn. Folkmängden uppgår till cirka 120 000 invånare.

## Administrativ indelning
Hoima är indelad i fyra administrativa divisioner:
- Bujumbura
- Busiisi
- Kahoora
- Mparo